# ليام هاليغان
ليام هاليغان (بالإنجليزية: Liam Halligan)‏ هو صحفي واقتصادي بريطاني، ولد في 29 أبريل 1969 في لندن في المملكة المتحدة.

## وصلات خارجية
- الموقع الرسمي